# Genipa
Genre
Genipa est un genre d'arbres de la famille des Rubiacées. Ce genre est originaire des forêts tropicales américaines.

## Description
Ce sont des arbres ou des arbustes, sans épines, ni piquants ; ramification généralement sympodiale ; à grandes feuilles opposées, à la texture presque coriace, lisses ou velues,,. Présence de stipules interpétiolaires et parfois brièvement intrapétiolaires, triangulaires à ovales, ou dressées, imbriquées ou valvulées, caduques,. Les grandes fleurs sont disposées en cymes terminales ; le calice est tubulaire, tandis que la corolle peut être en trompette ou cylindrique courte, blanche, jaunissant parfois après l'anthèse, à 5 ou 6 lobes, convolutés, sans appendices,,. Les étamines sont situées au sommet de la corolle.

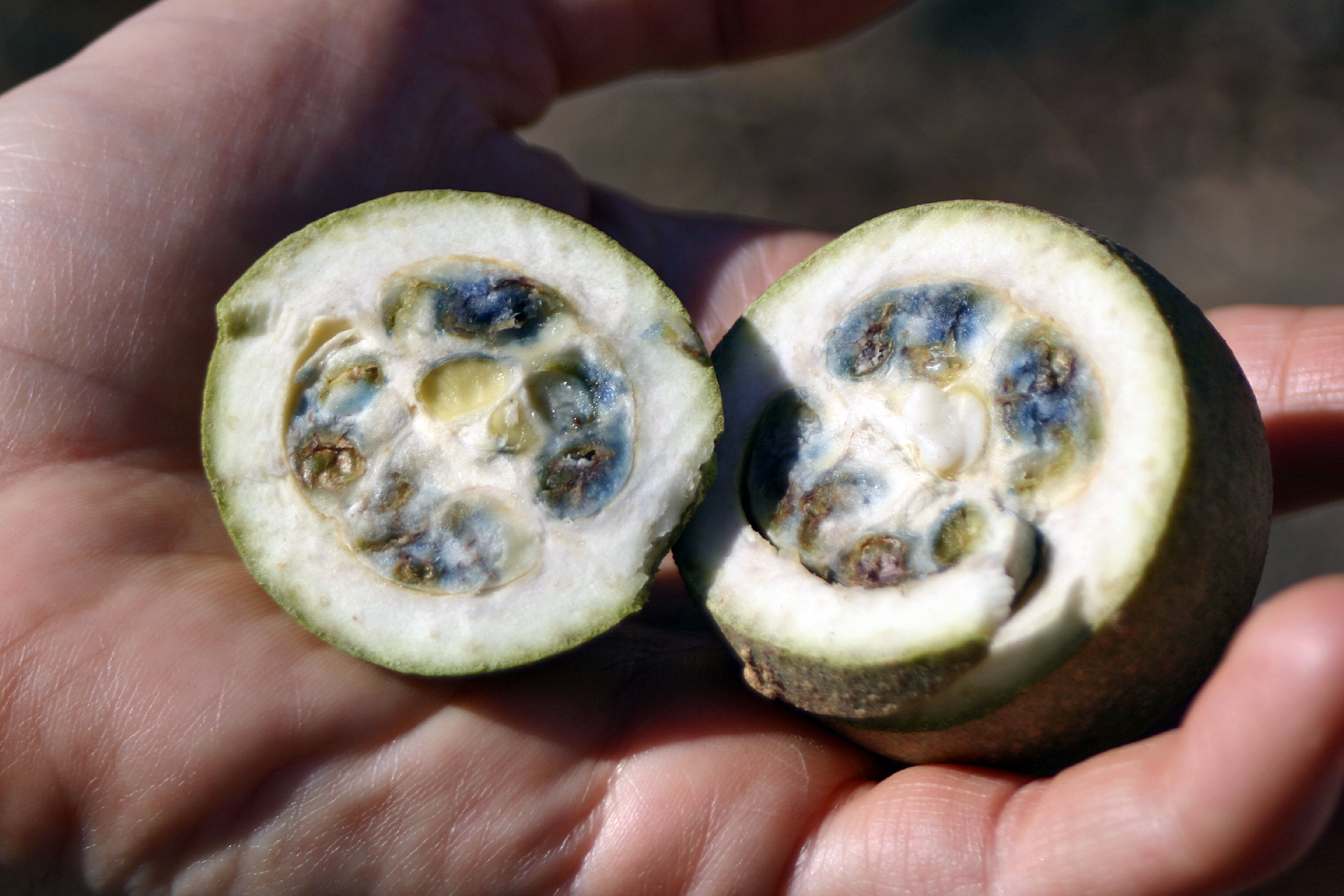
Fruits de Genipa americana.

Le fruit est une baie presque globuleuse ou ovoïde, lisse, charnue, à l'écorce épaisse bruns ou noirâtres, la pulpe charnue et souvent de couleur foncée,,. Les graines sont nombreuses, grosses et plates,,.

## Taxonomie
L'espèce de Madagascar, initialement décrite par Drake, n'appartient pas à la tribu des Gardéniacées des Rubiacées, comme l'espèce Genipa du Nouveau Monde, mais à la tribu des Octotropideae. Ces espèces ont été transférées au genre Hyperacanthus.
Genipa spruceana est considéré comme distinctement douteuse de Genipa americana.
Les espèces actuellement reconnues dans Genipa sont, :
- Genipa americana L.
- Genipa infundibuliformis Zappi & J.Semir
- Genipa spruceana Steyerm.

## Répartition et habitat
Le genre est originaire des forêts tropicales d'Amérique, y compris la Floride,,.